# 湖南外国语职业学院
28°06′33″N 113°00′38″E / 28.109216°N 113.010542°E
湖南外国语职业学院位于湖南省长沙市雨花区中意路324号，为湖南省一所民办高等专科大学。

## 历史
1993年，湖南省长沙市兴建了湖南外国语职业学院。

## 学校院系
湖南外国语职业学院开设了5个下属院系。
- 东方语言学院
- 西方语言学院
- 涉外经济信息学院
- 浏阳学院
- 国际学院

## 学校社团
湖南外国语职业学院社团主要有：英语俱乐部、韩语协会、日语协会、法语协会、话剧社、交际舞协会、礼仪社、青年志愿者协会。

## 校际合作
湖南外国语职业学院和美国达拉斯浸会大学、美国哈丁大学、美国西北拿撒勒大学、日本静冈医疗学院、澳大利亚墨尔本金融管理学院、韩国釜山外国语大学建立了合作关系。